# The Dustman's Nightmare
The Dustman's Nightmare è un cortometraggio muto del 1915 diretto da W.P. Kellino. Sceneggiato e interpretato dai fratelli Albert e Seth Egbert, fu prodotto dalla EcKo.

## Trama
Gli incubi di un netturbino.

## Produzione
Il film fu prodotto dalla EcKo.

## Distribuzione
Distribuito dalla Yorkshire Cinematograph Company, il film - un cortometraggio di 164,9 metri - uscì nelle sale cinematografiche britanniche nell'aprile 1915.